# Giải bóng đá vô địch quốc gia Lào 2013
Giải vô địch bóng đá Lào 2013 (Lao League 2013) bắt đầu từ ngày 16 tháng 3 năm 2013.

## Sân vân động
| Đội                      | Sân vân động                  | Sức chứa |
| ------------------------ | ----------------------------- | -------- |
| Ezra F.C.                | Sân vận động Quốc gia Lào mới | 25.000   |
| Lao Police Club          | Sân vận động Quốc gia Lào mới | 25.000   |
| Lao Lane Xang F.C.       | Sân vận động Quốc gia Lào     | 20.000   |
| Friends Development F.C. | Sân vận động Quốc gia Lào mới | 25.000   |
| SHB Champasak F.C.       | Sân vân động Champasak        | 11.000   |
| Hoàng Anh Attapeu        | Sân vận động Quốc gia Lào     | 20.000   |
| Eastern Star FC          | Sân vận động Quốc gia Lào     | 20.000   |
| Yotha FC                 | Sân vận động Quốc gia Lào mới | 20.000   |

## Bảng xếp hạng
| XH | Đội                   | Tr | T  | H | T  | BT | BB  | HS   | Đ  | Lên hay xuống hạng |
| -- | --------------------- | -- | -- | - | -- | -- | --- | ---- | -- | ------------------ |
| 1  | SHB Champasak (C) (Q) | 14 | 12 | 2 | 0  | 54 | 12  | +42  | 38 |                    |
| 2  | Hoàng Anh Attapeu     | 14 | 8  | 3 | 3  | 47 | 13  | +34  | 27 |                    |
| 3  | Yotha FC              | 14 | 8  | 2 | 4  | 61 | 23  | +38  | 26 |                    |
| 4  | Ezra F.C.             | 14 | 7  | 4 | 3  | 24 | 12  | +12  | 25 |                    |
| 5  | Lao Police Club       | 14 | 7  | 2 | 5  | 61 | 19  | +42  | 23 |                    |
| 6  | Lao Lane Xang FC      | 14 | 4  | 3 | 7  | 32 | 35  | −3   | 15 |                    |
| 7  | Eastern Star FC       | 14 | 2  | 0 | 12 | 16 | 74  | −58  | 6  |                    |
| 8  | Pheuanphatthana FC    | 14 | 0  | 0 | 14 | 8  | 115 | −107 | 0  | Xuống hạng         |

Cập nhật đến 2 tháng 6 năm 2013
Nguồn: Lao League table
Quy tắc xếp hạng: 1. Điểm; 2. Hiệu số bàn thắng; 3. Số bàn thắng.
(VĐ) = Vô địch; (XH) = Xuống hạng; (LH) = Lên hạng; (O) = Thắng trận Play-off; (A) = Lọt vào vòng sau. 
Chỉ được áp dụng khi mùa giải chưa kết thúc: 
(Q) = Lọt vào vòng đấu cụ thể của giải đấu đã nêu; (TQ) = Giành vé dự giải đấu, nhưng chưa tới vòng đấu đã nêu.